# Cubierta en pabellón

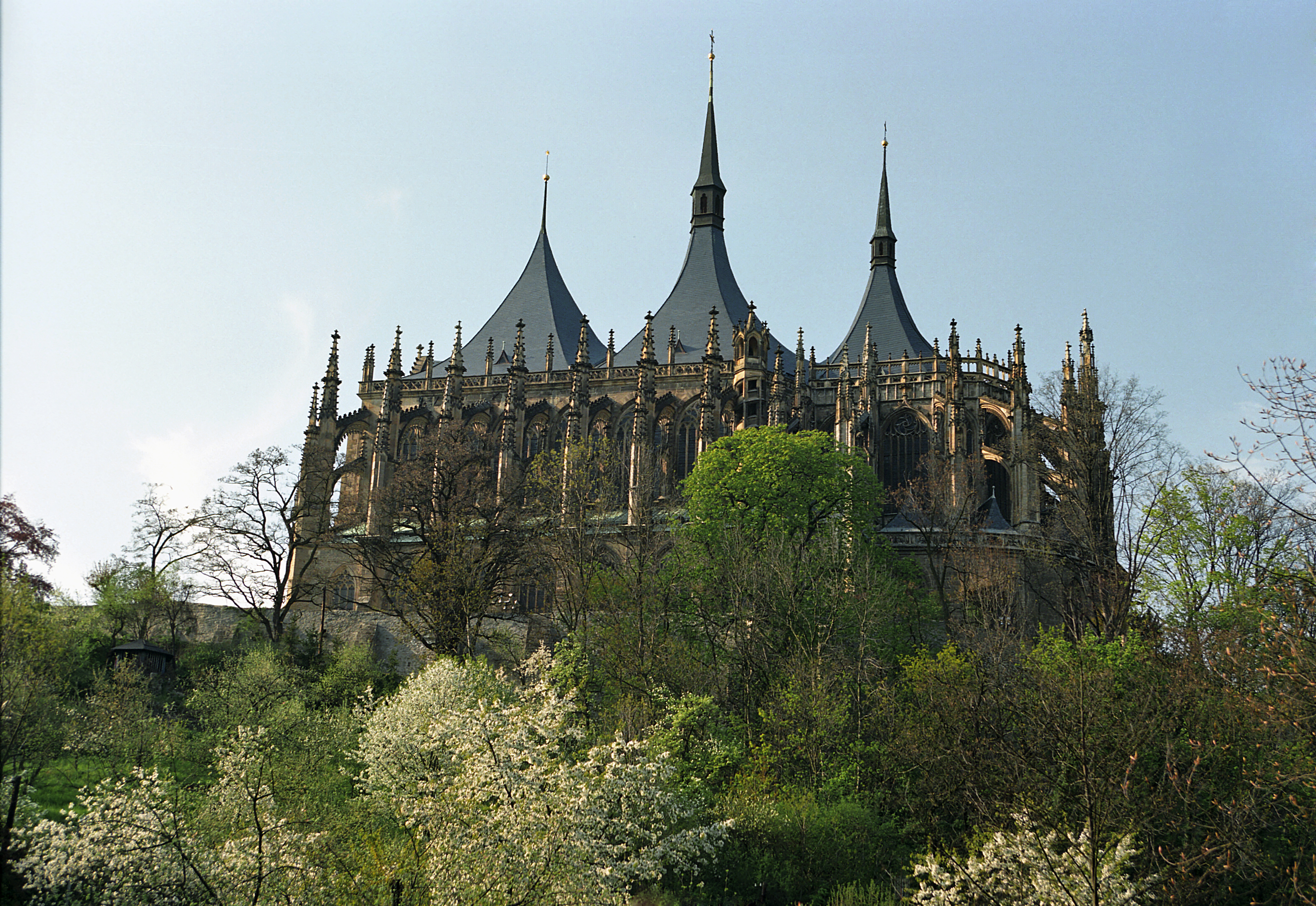
Cubiertas carpadas en lo alto de la iglesia de Santa Bárbara de Kutná Hora, República Checa.

Una cubierta carpada, en pabellón o en tienda de campaña, es un tipo de cubierta inclinada de fuertes pendientes que confluyen en pico, generalmente de planta poligonal a cuatro aguas, aunque también puede tener más lados e incluso forma cónica. Las cubiertas carpadas, un sello distintivo de la arquitectura religiosa medieval, fueron ampliamente utilizadas para cubrir las iglesias con estructuras de cubiertas escalonadas empinadas.
Se puede decir que una cubierta carpada es aquella que hace uso de varios elementos tipo carpa, aguja, espira o chapitel, o en el caso de ser un único elemento, cuando cubre gran parte de la edificación y es el elemento principal de la cubierta; se habla de chapitel o aguja cuando el elemento cubierto es un elemento individual —torre, torreta, campanario, mirador—, aun cuando haya varios en la edificación.
Una adaptación local muy característica de este estilo de cubierta fue muy utilizada en la arquitectura rusa de iglesias de los siglos XVI y XVII, aunque hay ejemplos en otras partes de Europa. Tomó la forma de una espira poligonal pero difería en el propósito, ya que se solía utilizar en el espacio interior principal de una iglesia, en lugar de como una estructura auxiliar. La misma forma arquitectónica también se aplicó en los campanarios, que en Europa se conocen como espiras y en España como chapiteles.
En la arquitectura estilo reina Ana tomó la forma de una torreta de madera de base octogonal de fuertes pendientes que se elevaban hacia un pico, generalmente cubierto con un florón.
El término cubierta en tienda, también se puede aplicar a las modernas cubiertas de membranas y delgadas estructuras laminares que hacen uso de modernos materiales, en general textiles, como en gran parte de las tensoestructuras.

## Iglesias carpadas de Rusia

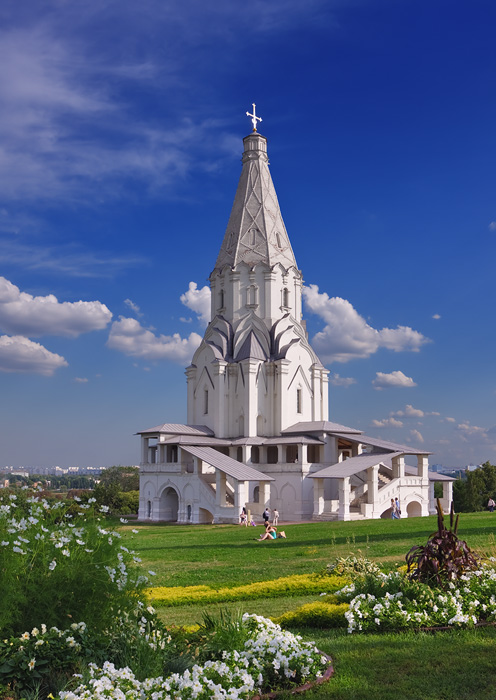
La iglesia de la Ascensión en Kolómenskoye se considera generalmente como la iglesia de piedra más antigua con techo carpado. Como tal, figura entre los sitiosPatrimonio de la Humanidad de la UNESCO.

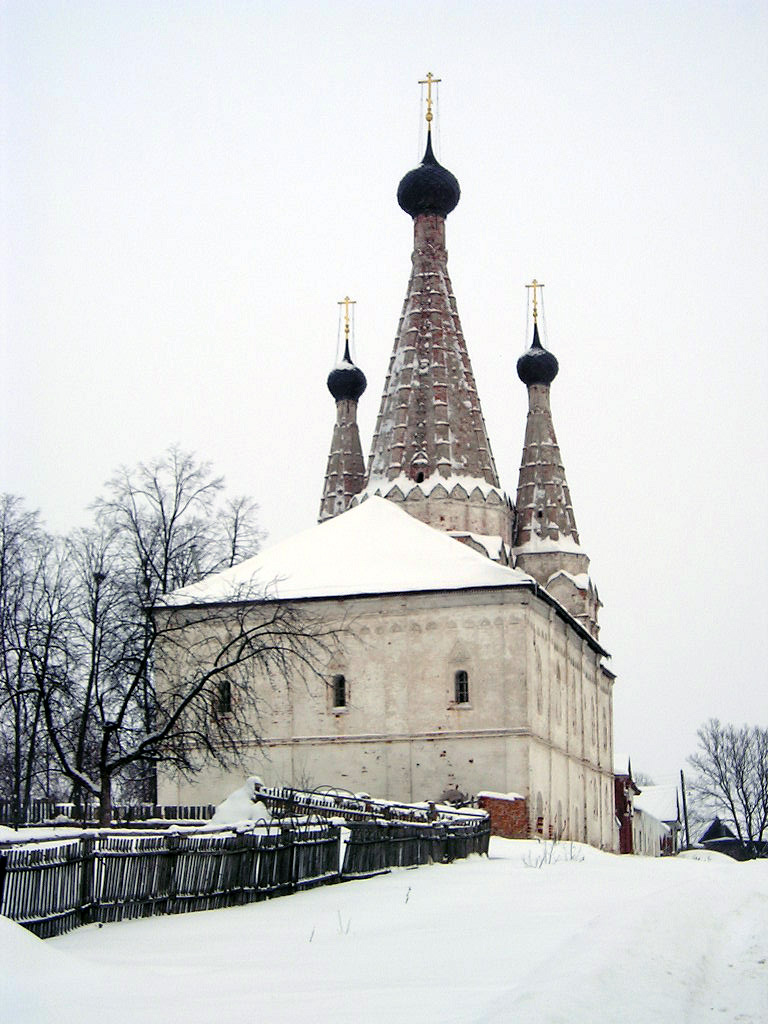
Iglesia de la Dormición del monasterio Alekséievski de Úglich, un buen ejemplo de cubierta carpada.

La «iglesia en tienda de campaña» (del ruso: шатровая церковь) es un tipo nacional de iglesia que se desarrolló a finales de la Rusia medieval. Supuso una ruptura con las tradiciones de la arquitectura bizantina, que nunca pusieron énfasis en la verticalidad. Serguéi Zagrayevski ha argumentado que las cubiertas carpadas tienen algo en común con las espiras góticas europeas y su desarrollo se ha descrito como un cierto paralelismo en Rusia con la arquitectura gótica de Europa occidental. En esta adaptación local la cubierta carpada, tomó la forma de:
- una cubierta poligonal hecha de madera, en la que los troncos se colocaban tanto en paralelo a los lados de la cubierta como a través, en las esquinas para formar trompas, lo que hacia la cubierta más alta y apuntada.
- una cubierta de forma similar (delgada, puntiaguda, casi cónica), hecha de ladrillo o de piedra. Las secciones inferiores de tales cubiertas están construidas generalmente sobre una serie de pequeñas buhardillas techadas con aguilones de forma semicircular o cebolla.

Las cubiertas carpadas se cree que se originaron en el norte de Rusia, con el fin de impedir que la nieve se acumulase en los edificios de madera durante los largos inviernos. En las iglesias de madera (incluso las modernas) este tipo de cubierta sigue siendo muy popular. El primer ejemplo de tales iglesias fue llevado recientemente a una abadía en Vólogda. Otro ejemplo notable es una iglesia del siglo XVIII en Kondopoga, Karelia.
La iglesia de la Ascensión de Kolómenskoye, construida en 1532 para conmemorar el nacimiento del primer zar ruso Iván IV, a menudo es considerada como la primera iglesia de cubierta carpada construida en piedra. Sin embargo, Zagraevski ha argumentado un uso más temprano de la cubierta carpada de piedra en la Iglesia de la Trinidad en Aleksándrov, construida en la década de 1510.
El diseño de cubiertas carpadas ha sido propenso a las interpretaciones más inusuales, e incluso algunos estudiosos las ven como símbolos fálicos. Es más probable, sin embargo, que este tipo de diseño simbolizase las grandes ambiciones del naciente Estado ruso y la liberación del arte ruso de los cánones bizantinos después de la caída de Constantinopla ante los turcos.
las iglesias carpadas fueron muy populares durante el reinado de Iván el Terrible. Dos buenos ejemplos que datan de su reinado emplean varias carpas de formas y colores exóticas dispuestas en un diseño complicado: la Iglesia de San Juan el Bautista, también en Kolómenskoye (1547) y la catedral de San Basilio en la Plaza Roja (1561). Esta última combina nueve tejados a cuatro aguas en una llamativa composición circular.

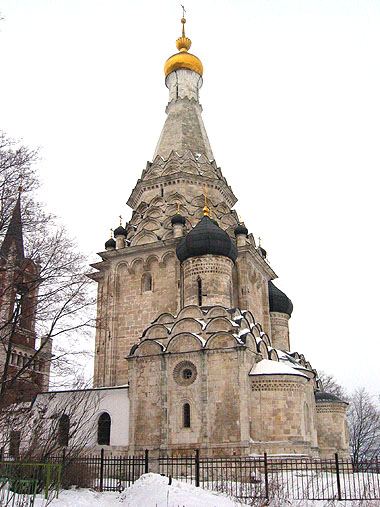
La iglesia-cohete en Óstrov cerca de Moscú se considera típica del reinado de Borís Godunov.

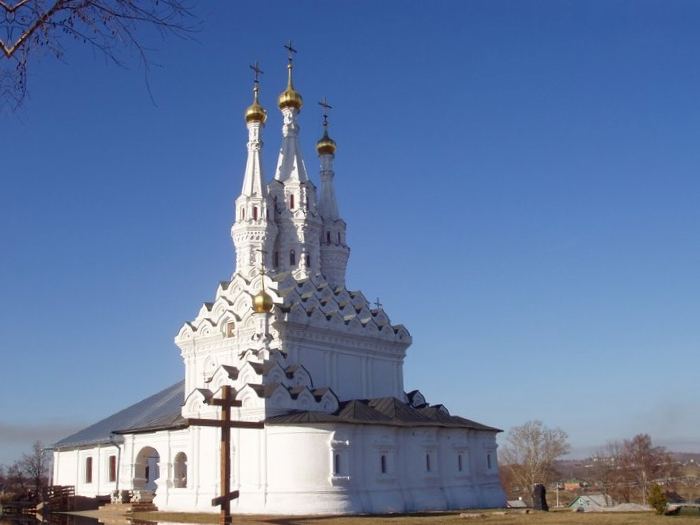
Iglesia de la Hodegetria en Vyazma es una de las tres principales iglesias con tres carpas colocadas en una fila.

En el siglo XVII las cubiertas carpadas fueron dispuestas en una fila, a veces produciendo efectos decorativos sorprendentes. El primer caso de este tipo es la maravillosa Iglesia de la Dormición en Úglich, cuyas tres elegantes carpas recuerdan una candela con tres velas encendidas. También se convirtieron en una solución arquitectónica típica de los campanarios de las iglesias. En la Iglesia de la Natividad de la Virgen en Putinki (Moscú) esta tendencia fue llevada al límite, ya que hay cinco carpas mayores y tres carpas menores utilizadas en la construcción.
Se dice que el patriarca Nikon, que a menudo pasaba cerca de la iglesia de Putinki en su camino a la Laura de la Trinidad y San Sergio (monasterio), consideró que el monumento violaba las reglas canónicas de la arquitectura bizantina y la creación de iglesias de cubiertas carpadas fue proscrita por completo. Durante su tiempo en el cargo, se demolieron muchas hermosas iglesias carpadas, en particular las de Stáritsa y del Kremlin de Moscú. Sólo a finales del siglo XIX fue levantada la prohibición y el diseño de cubiertas carpadas fue revivido en monumentos notables como la iglesia del Salvador sobre la sangre derramada en San Petersburgo y la Catedral de San Pedro y San Pablo de Peterhof.

## Galería de imágenes

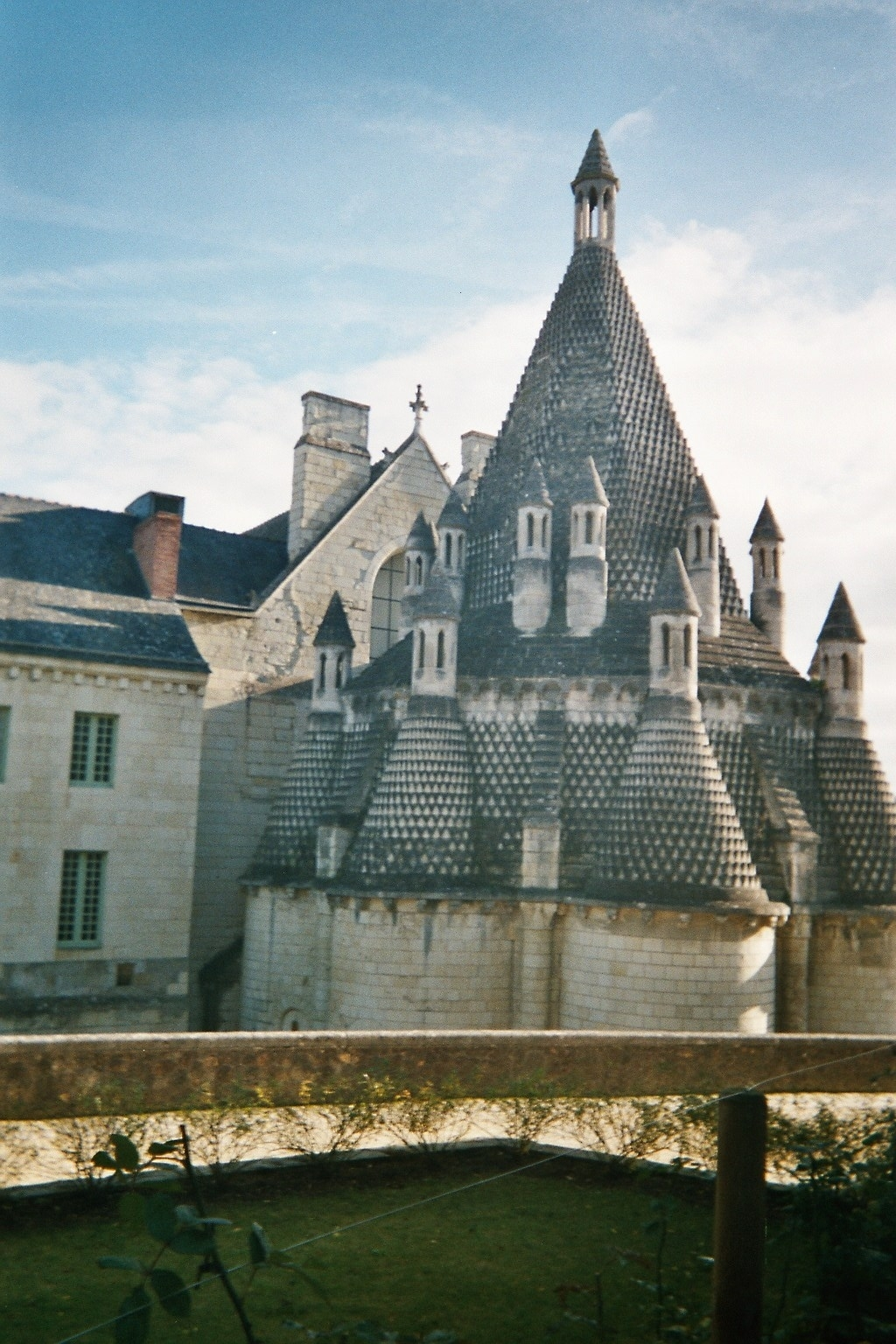
Cocina en la Abadía de Fontevraud
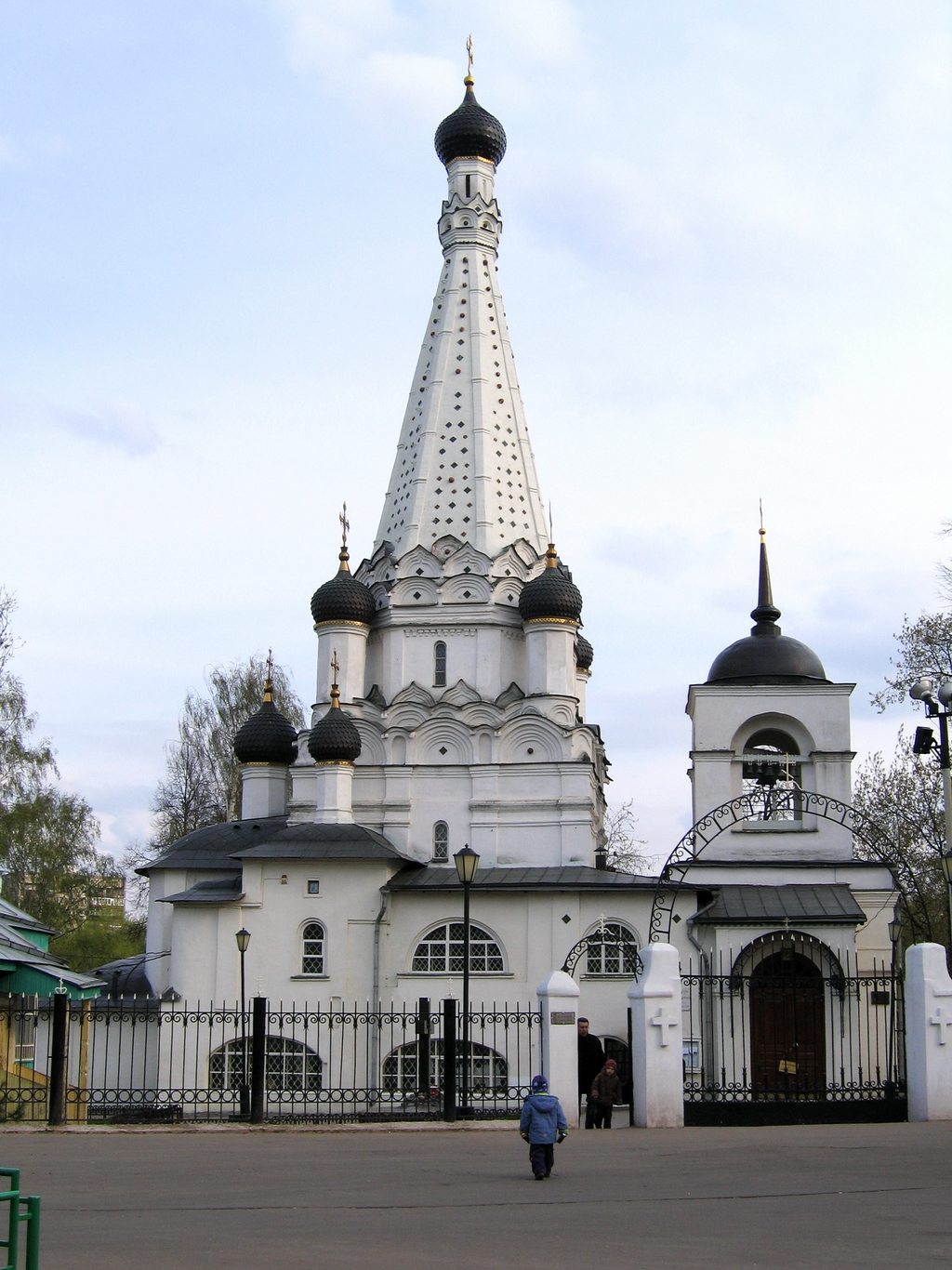
Iglesia en Yúzhnoie Medvédkovo, Moscú
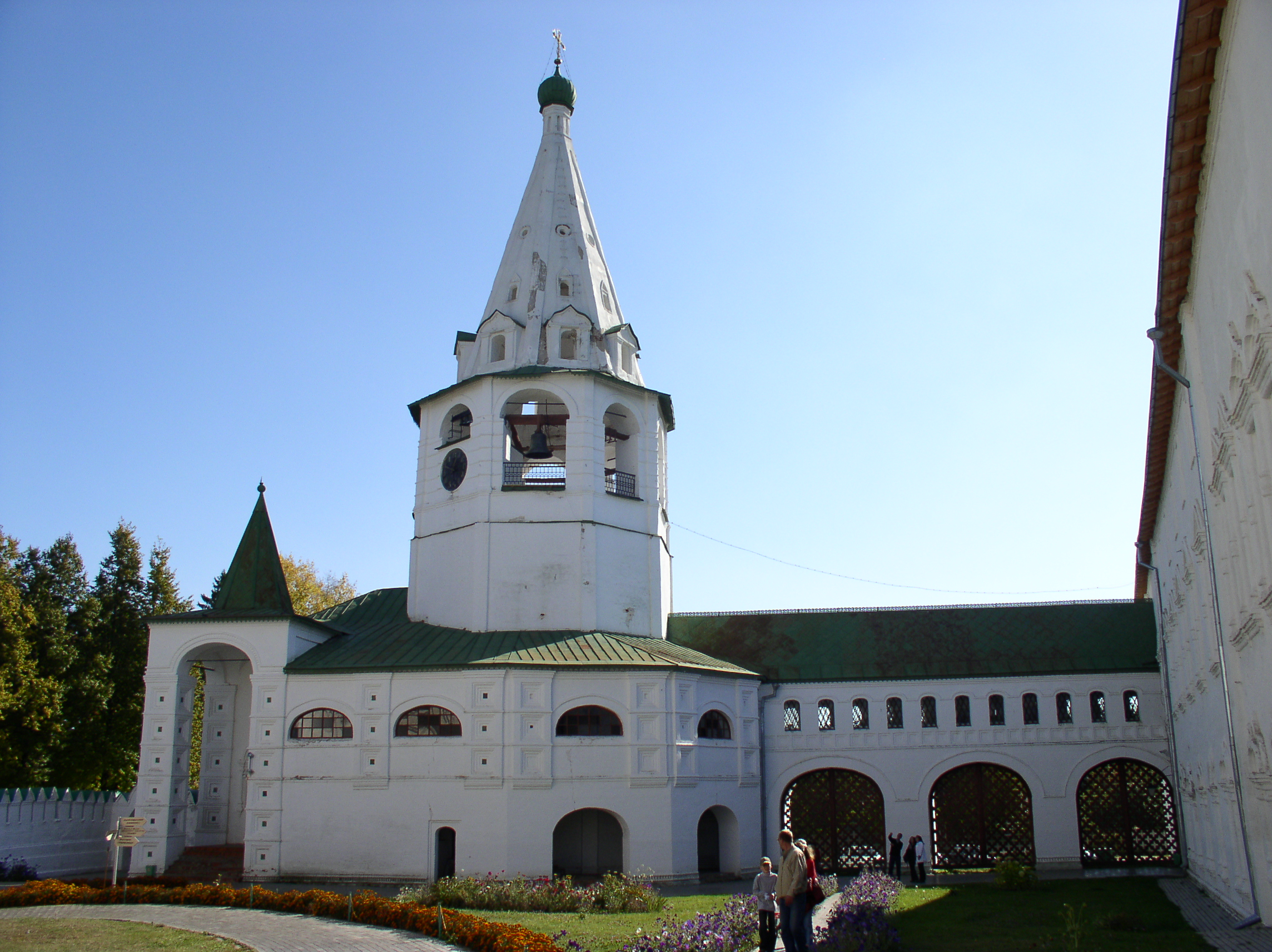
El campanario de la catedral de Súzdal (siglo XVII)
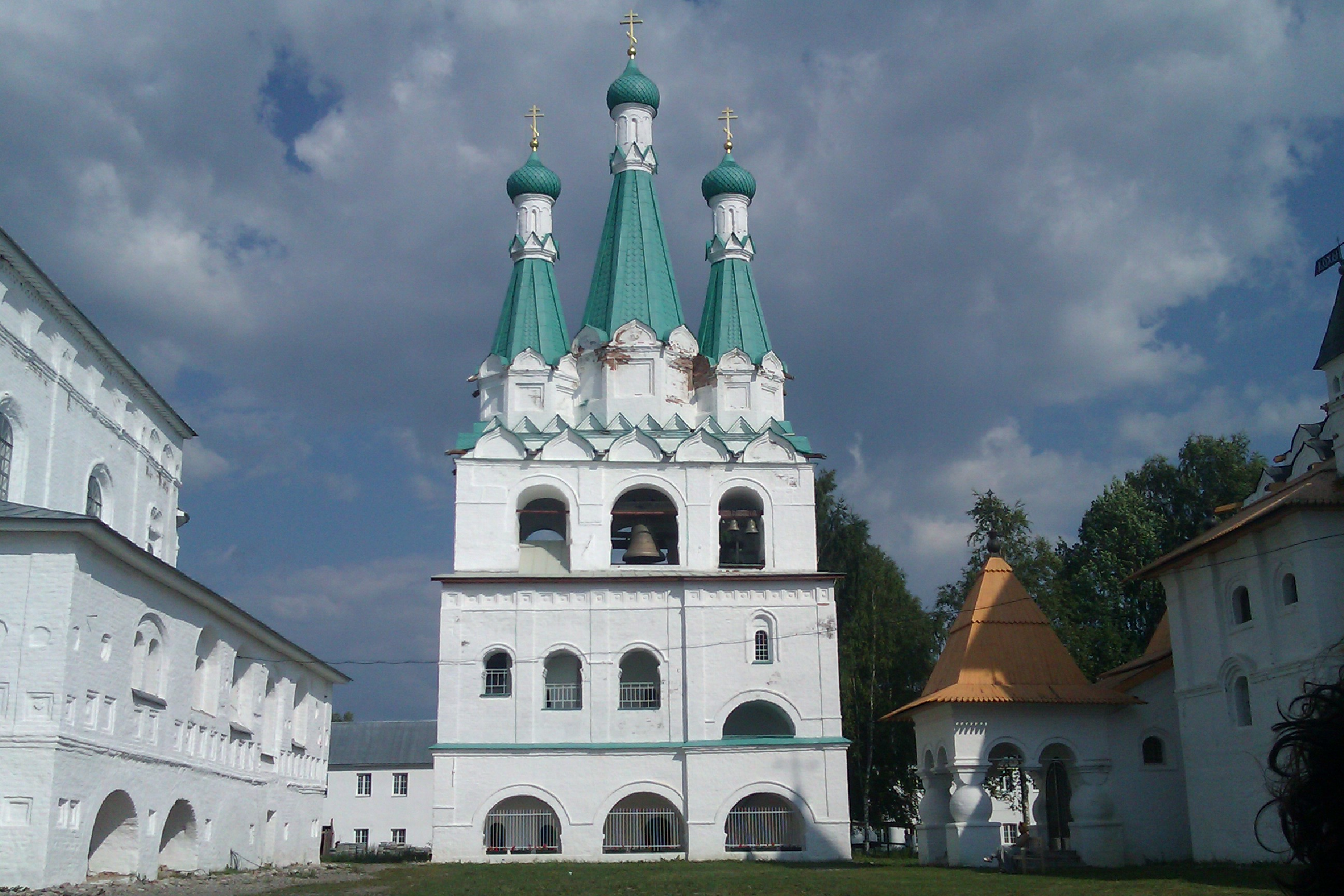
Campanario en la parte de la Trinidad del Monasterio Aleksandr Svirski (siglo XVII) en Stáraya Slobodá, óblast de Leningrado

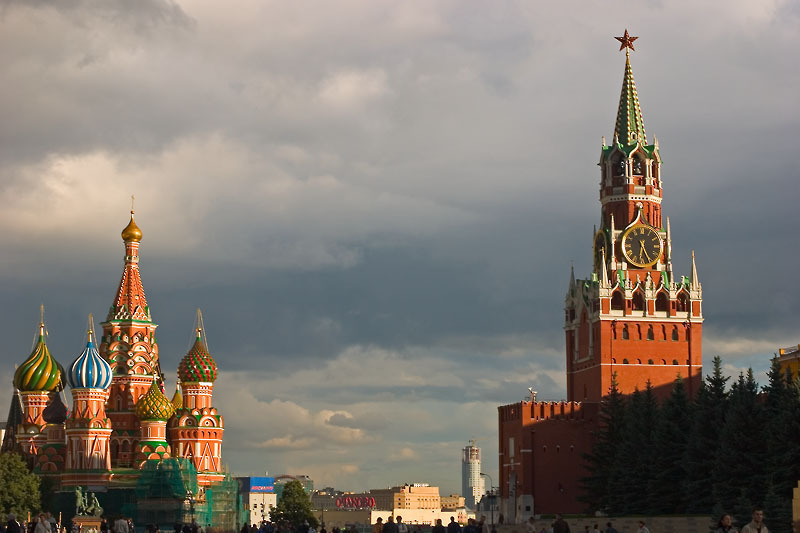
Catedral de San Basilio y la Torre Spásskaya del Kremlin de Moscú
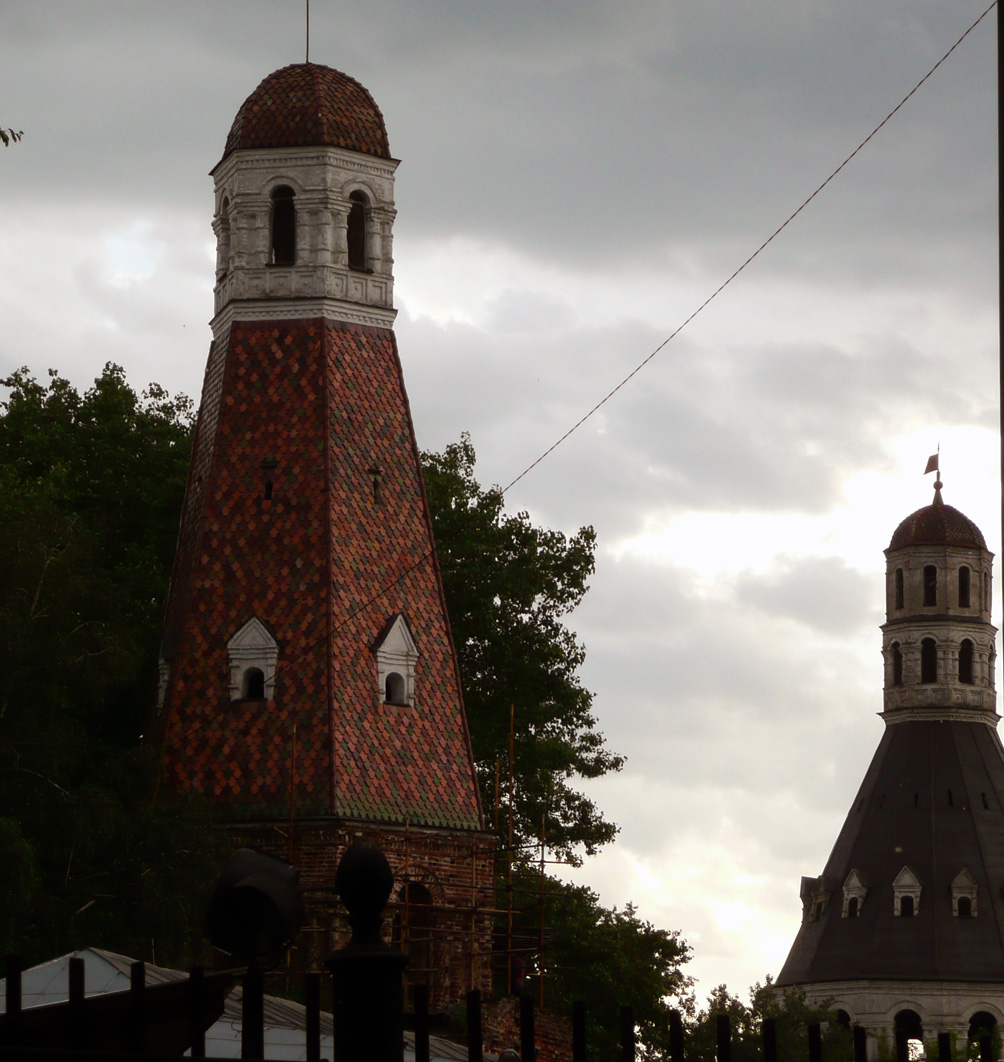
Torres del monasterio Símonov en Moscú
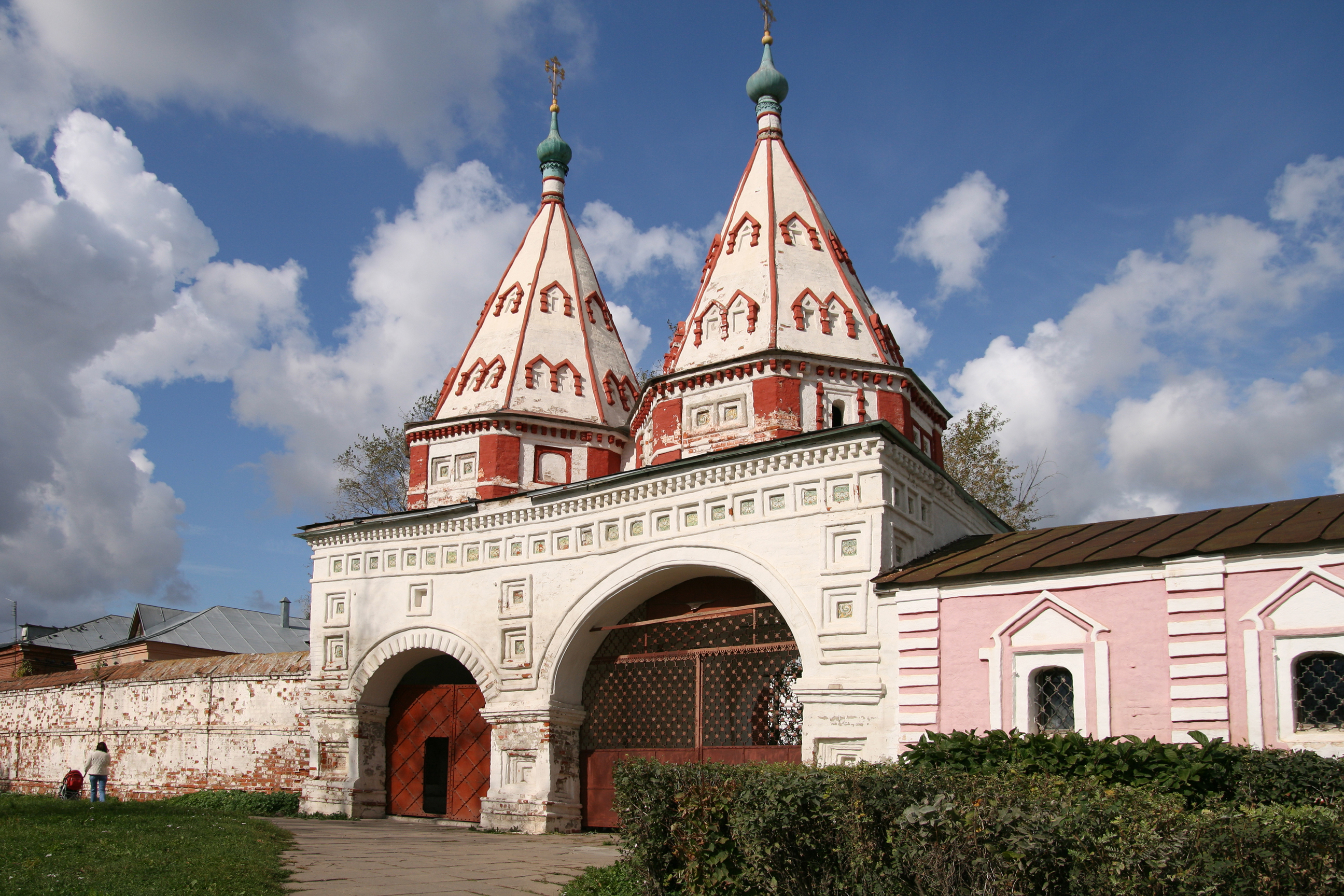
Puerta Sagrada del Monasterio Rizopolózhenski en Súzdal (1688)
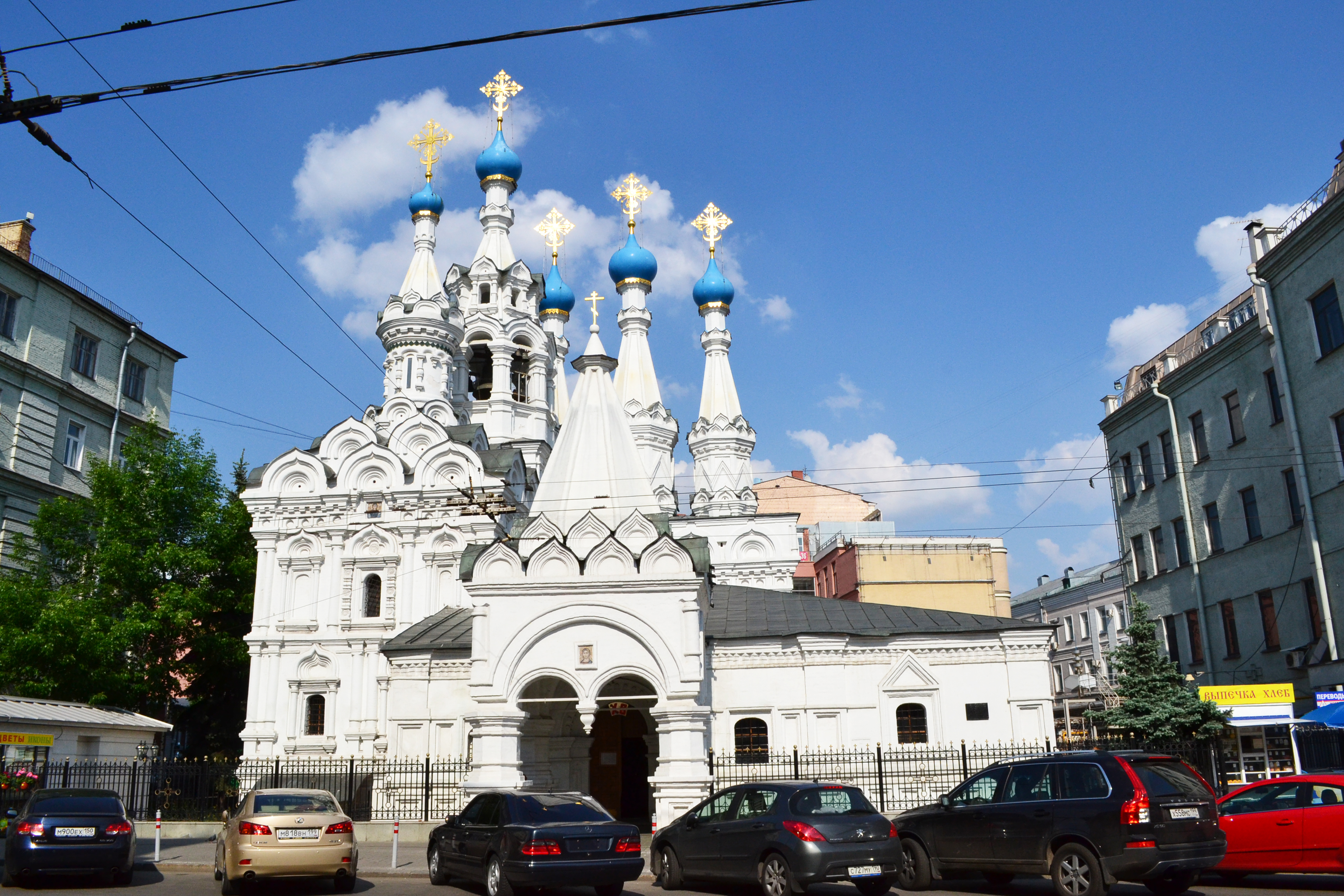
Iglesia de la Natividad de la Virgen en Putinki (1649-1652), una de las últimas iglesias carpadas de Rusia